# Gottfried Quell
Gottfried Quell (* 14. Juni 1896 in Leipzig; † 25. Juli 1976 in Berlin) war ein deutscher evangelischer Theologe.

## Leben
Von 1916 bis 1921 studierte er Theologie und Orientalistik in Leipzig und Rostock. Nach der Promotion 1924 zum Lic. theol. an der Universität Leipzig und der Habilitation 1924 (Alttestamentliche Wissenschaft) ebenda war er von 1928 bis 1958 Professor für Alttestamentliche Wissenschaft und hebräische Philologie an der Universität Rostock und von 1959 bis 1961 Professor mit Lehrstuhl für Altes Testament an der Humboldt-Universität zu Berlin.

## Schriften (Auswahl)
- Die Auffassung des Todes in Israel. Leipzig 1925, OCLC 252560526.
- Das kultische Problem der Psalmen. Versuch einer Deutung des religiösen Erlebens in der Psalmendichtung Israels. Stuttgart 1926, OCLC 1100179336.
- Wahre und falsche Propheten. Versuch einer Interpretation. Gütersloh 1952, OCLC 624457471.
- Hg.: Exodus et Leviticus. Stuttgart 1973, ISBN 3-438-05202-4.